# ORWO
ORWO (сокращение немецких слов Original Wolfen) — торговая марка продуктов фирмы «Filmfabrik Wolfen» из города Вольфена под Биттерфельдом в ГДР, которая позже стала синонимом для всей фабрики. Марка ORWO была введена в 1964 году.

## История
История ORWO началась в 1895 году, когда фирма AGFA в городе Вольфен построила фабрику по производству анилиновых красителей. В 1910 году компания расширила производство, построив рядом завод по производству кино- и фотоплёнки.
Входила в объединение фотохимических предприятий стран СЭВ «Ассофото», поставляла в СССР чёрно-белые и цветные кино- и фотоматериалы. После объединения Германии распалась на несколько компаний, объявлена банкротом в 1995 году.

## Продукция

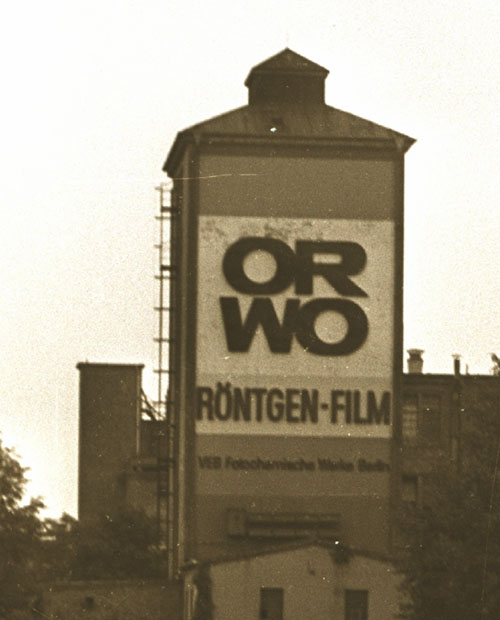
Завод ORWO

### Выпуск прекращен
ORWO выпускала:
- цветную и черно-белую фотоплёнку:
  - цветные негативные ORWOCOLOR;
  - цветные обращаемые ORWOCHROM;
- киноплёнку;
- магнитную ленту;
- фотобумагу
- фотореактивы.

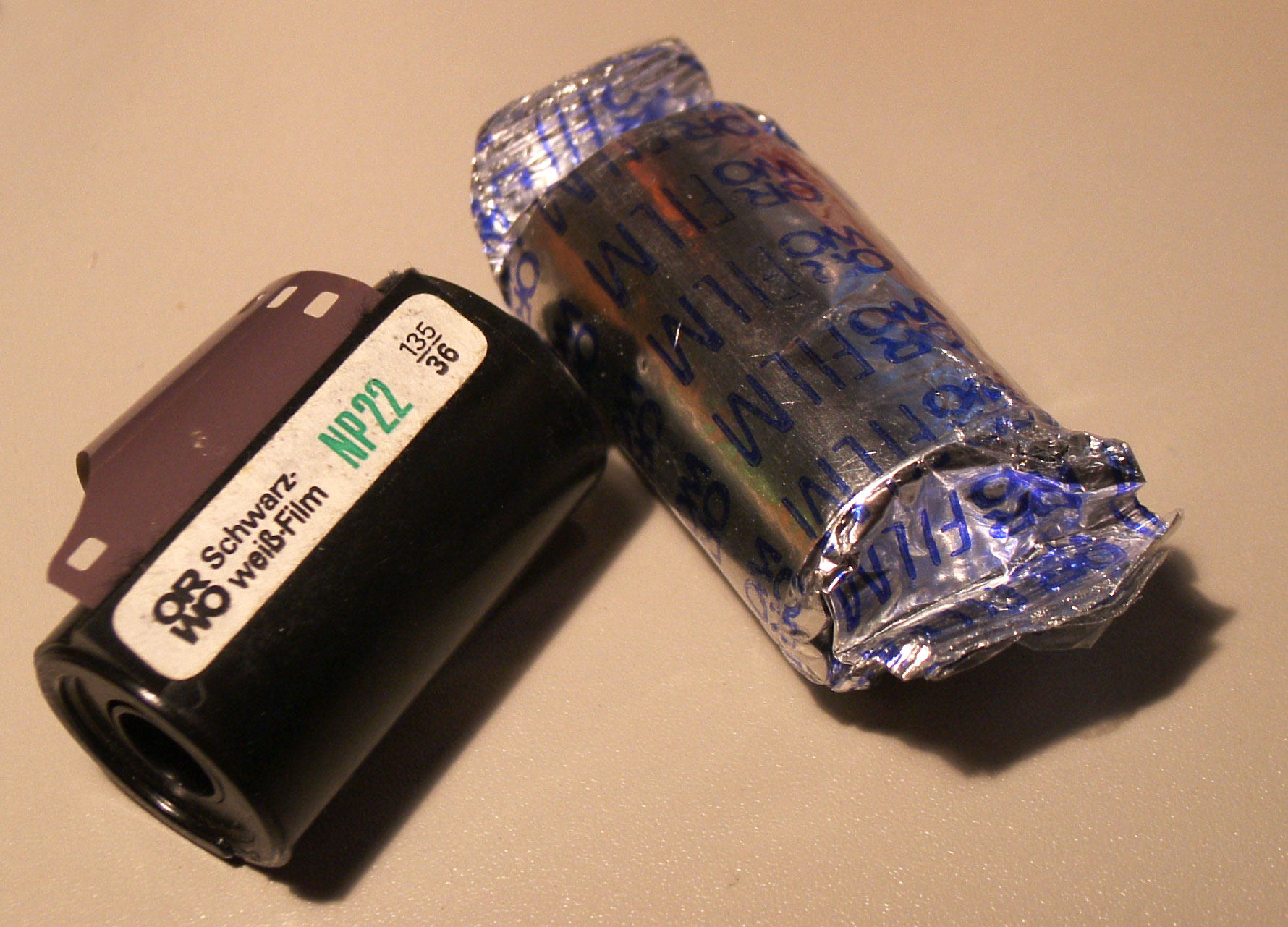
Чёрно-белая фотоплёнка ORWO NP22
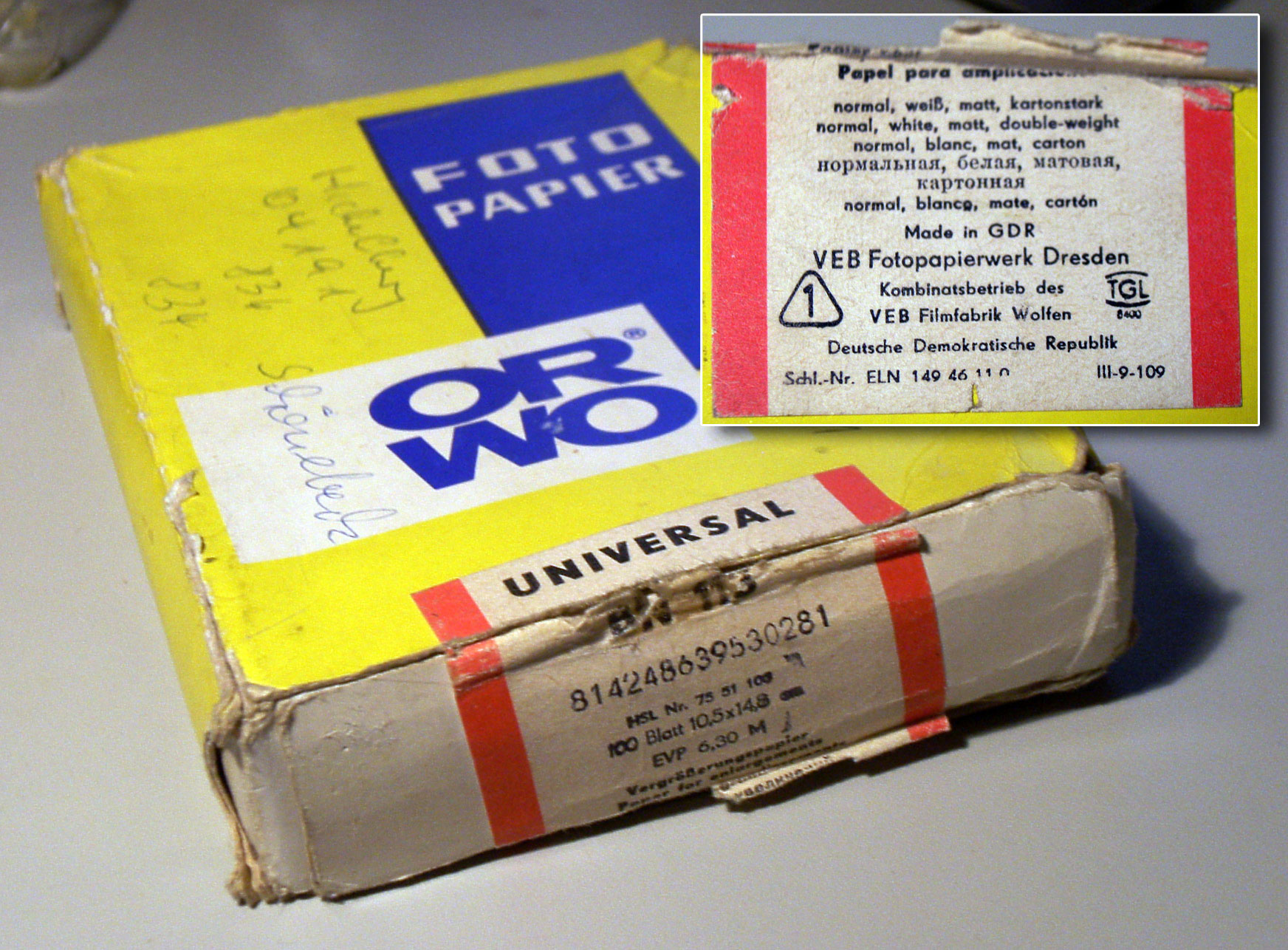
Фотобумага
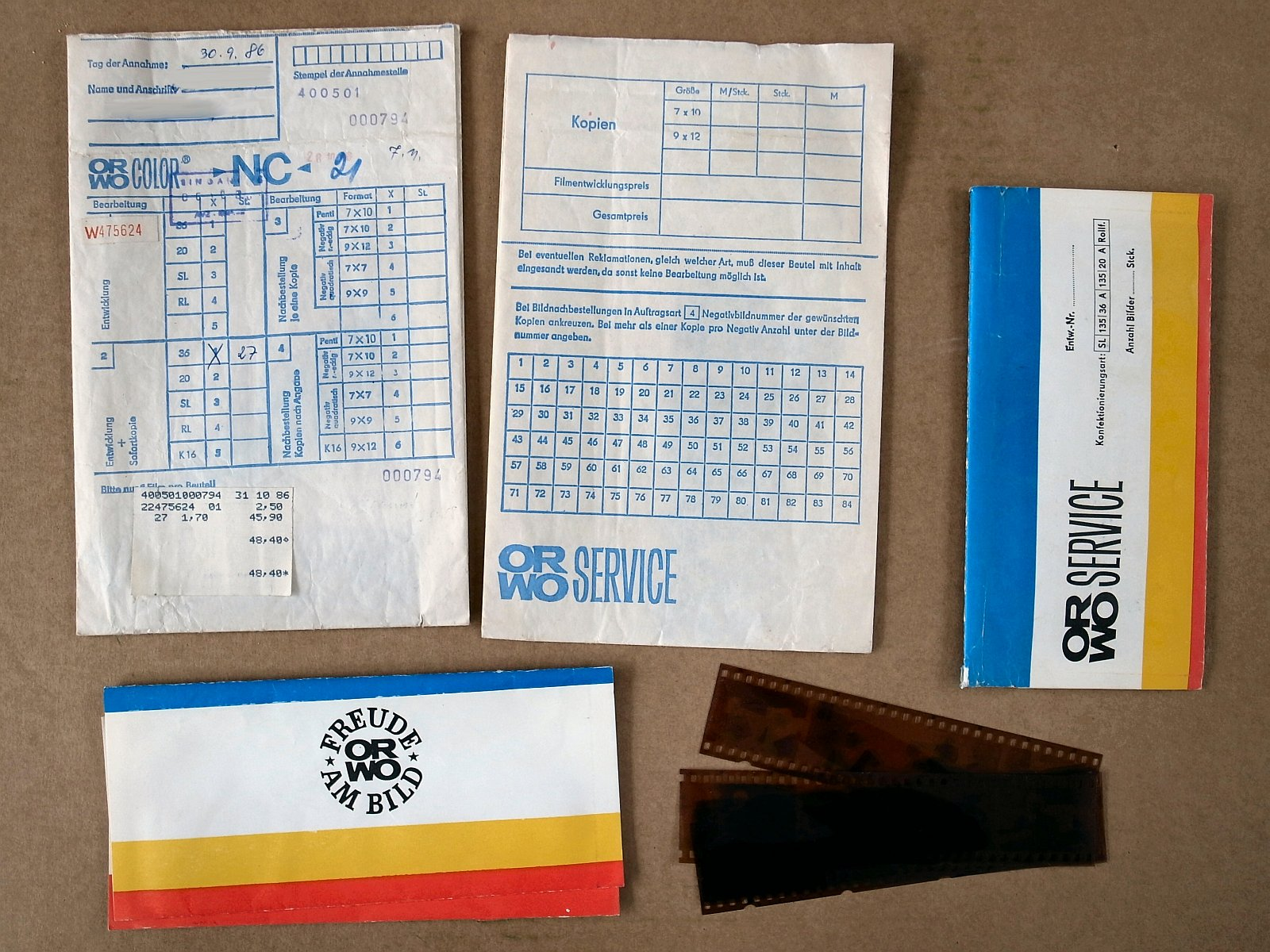
Заказ из фотоателье (1986 год)
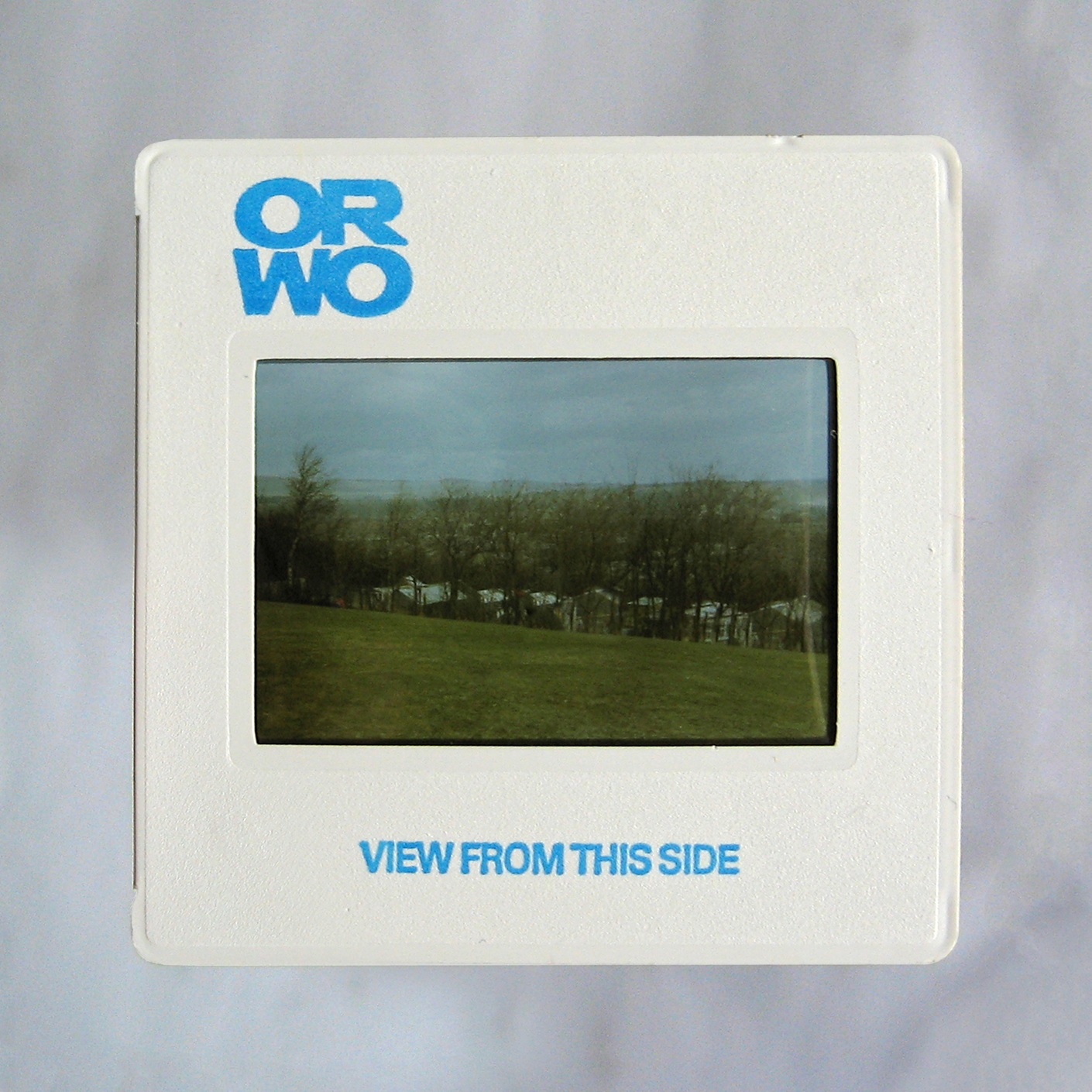
Слайд-изображение
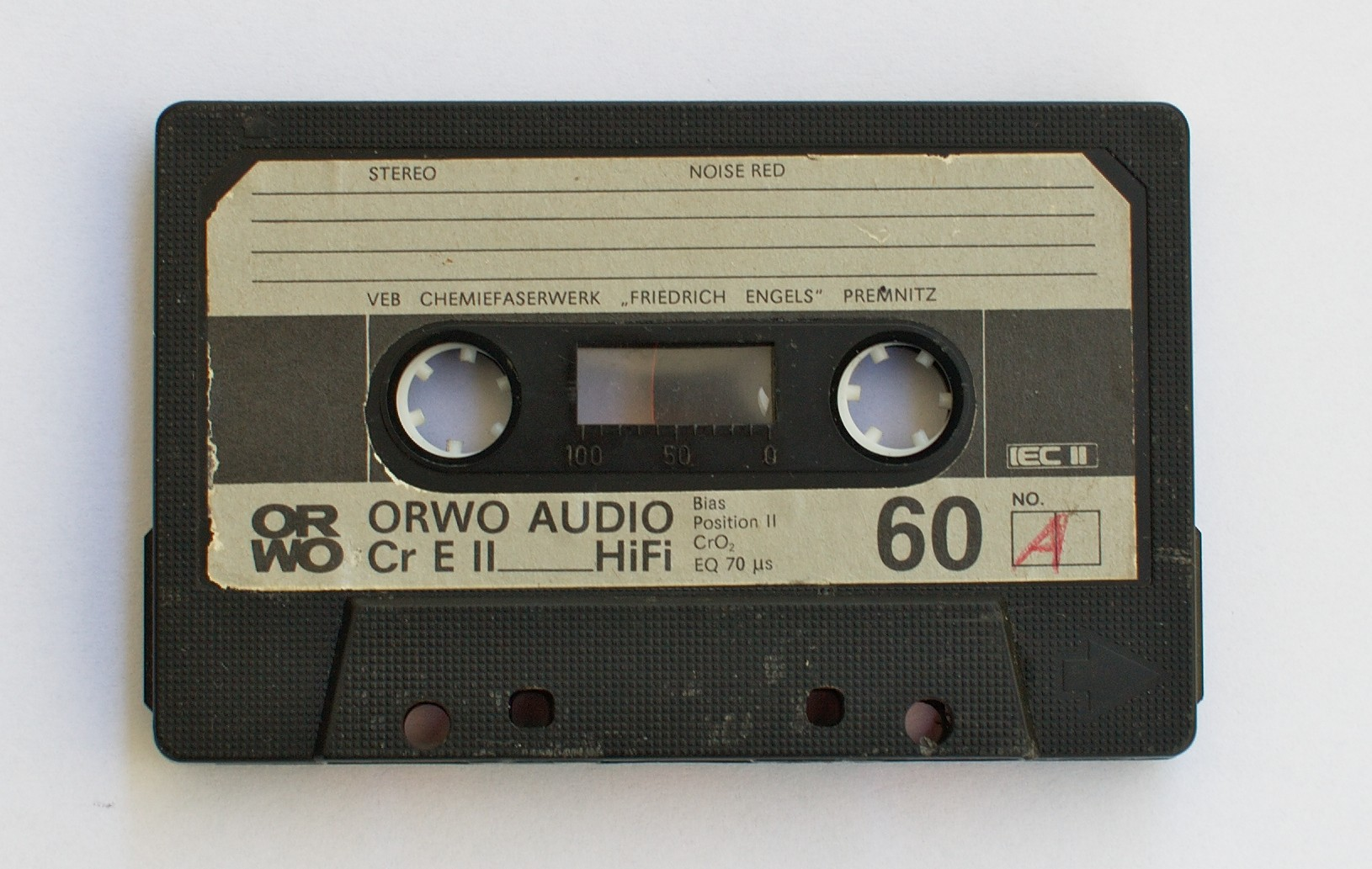
Аудиокассета
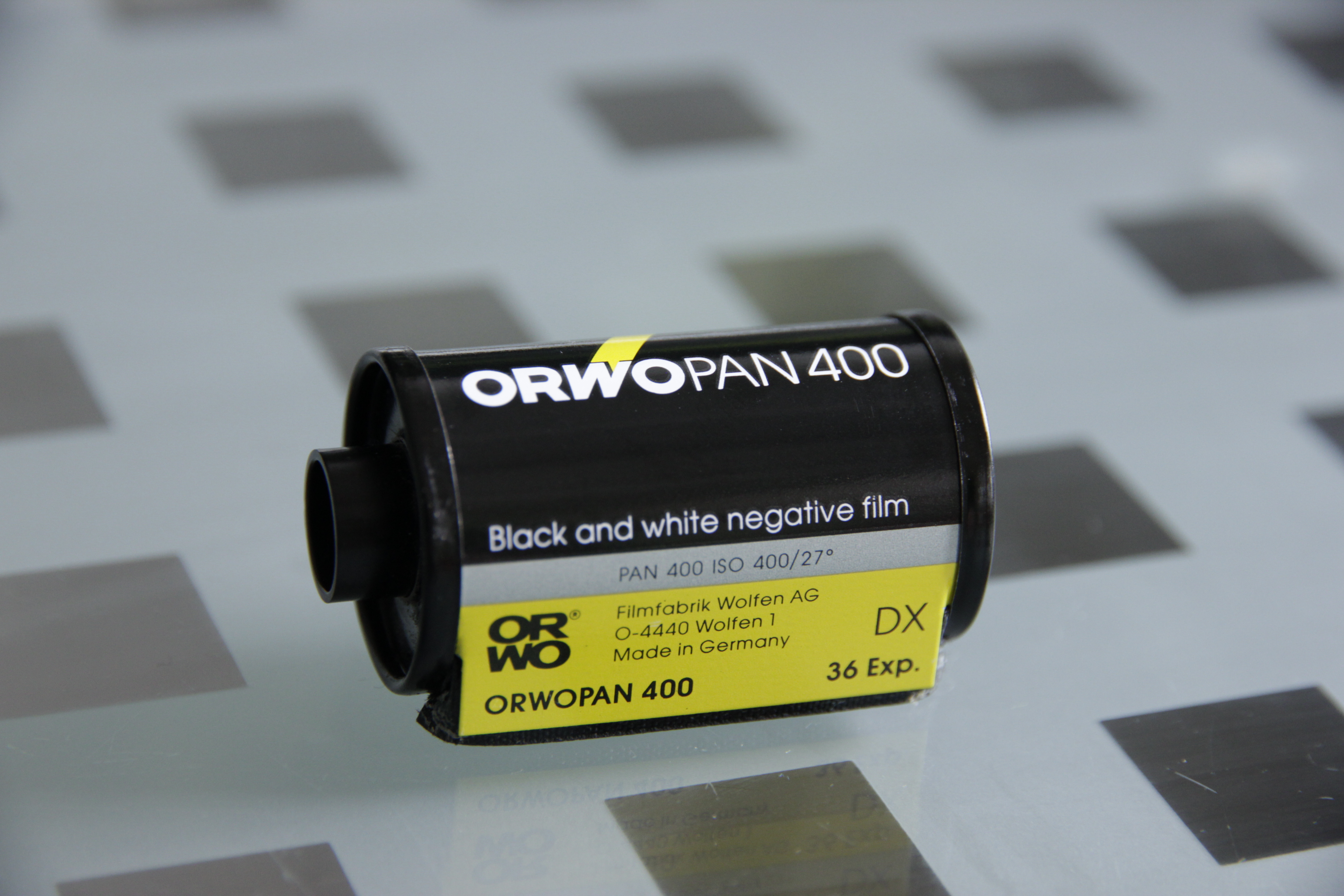
Чёрно-белая фотоплёнка ORWO PAN 400
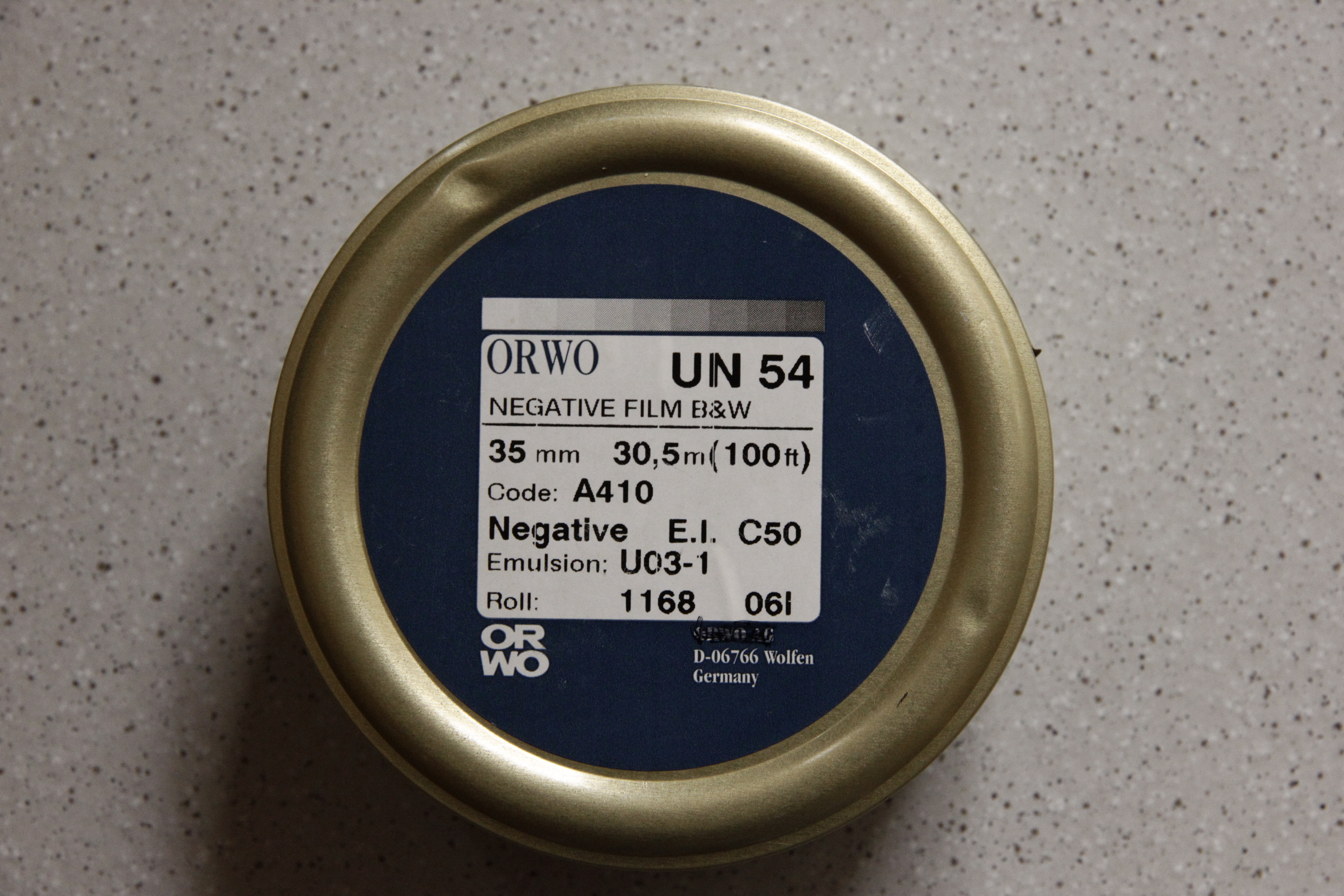
ORWO UN 54 (ORWO FilmoTec GmbH, 2016)
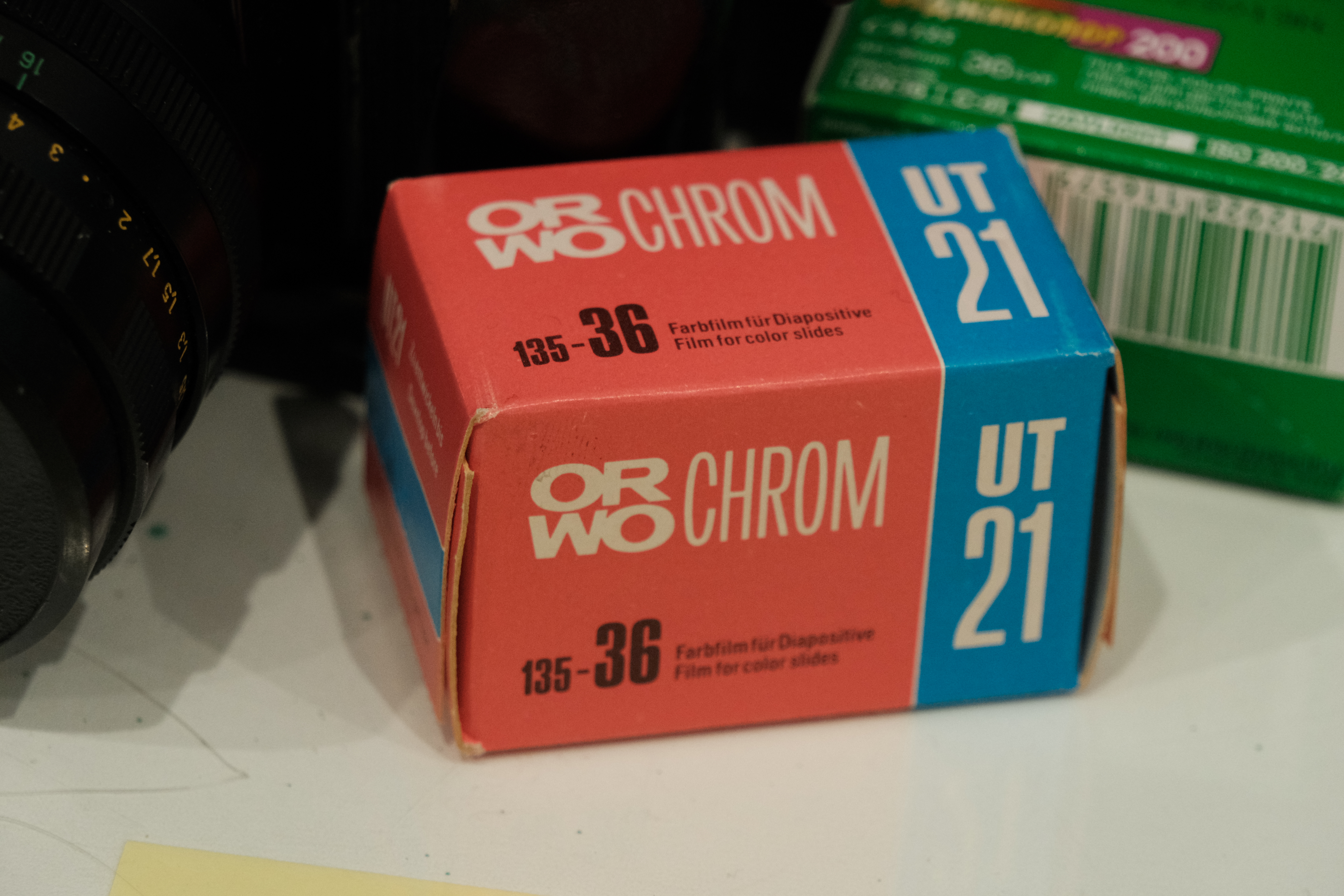
Цветная обратимая фотоплёнка UT21

### Компании, использующие марку ORWO в настоящее время
ORWO FilmoTec GmbH (выпуск фото- и киноплёнки):
- ORWO UN 54 (черно-белая негативная плёнка)[2];
- ORWO N 74 plus (черно-белая негативная плёнка);
- другие пленки[3].

ORWO Net AG: цифровые фотоуслуги.